# ムッシュ・ド・パリ
ムッシュ・ド・パリ（フランス語: Monsieur de Paris）は、フランスの死刑執行人の頭領を表す称号。フランスの死刑執行人が1人になってからは事実上、死刑執行人を表す称号となった。
ムッシュ・ド・パリはパリに住むことが職業上の義務であったため、全員がパリ在住である。

## 歴史
ムッシュ・ド・パリが辞任、死亡、罷免などの理由で空席になった場合は希望者の中から法務省が審査して次を選ぶことになっていた。ムッシュ・ド・パリの氏名は一般公開されることになっているが、世代交代した場合には次の死刑が執行されるまで発表されない慣例になっている。
フランスの制度上はかならずムッシュ・ド・パリが立ち会わなければ死刑が執行できない（サンソン家のころは代理人でも良かった）。そのため、死刑執行当日にムッシュ・ド・パリのアナトール・デイブレルが急死したために死刑執行が2日延びたことがある。また、ルイ・デイブレルは辞表を提出した時、数日後に死刑執行の予定が入っていたために辞表の受理が先延ばしされたことがある。
ムッシュ・ド・パリは1870年に死刑執行人がフランス全土で1人になってから、1962年にアルジェリアが独立するまではアルジェリアの死刑執行人でもあったはずだが、実際にはフェルナン・メイソニエなどのアルジェリアの死刑執行人が別に存在していた。そのため、厳密にはフランスの死刑執行人は1人なのか2人なのか法制度上曖昧な状態になっていた。
公式の制度上はアルジェリアはフランスの一部であって植民地でも外国でも無いためコロン（フランス系の白人）の死刑囚についてもムッシュ・ド・パリの管轄だったが、実際の執行はアルジェリアの死刑執行人が行う場合と、フランス本土に護送されてからムッシュ・ド・パリが執行する場合の2種類が存在していた。ちなみに、フランスにおける死刑執行の公称数はムッシュ・ド・パリが執行した人数だけがカウントされている。
1981年の死刑廃止に伴い、この称号も廃止された。

## 歴代のムッシュ・ド・パリ
年数は正式に叙任された年を元にしている。
シャルル＝ジャン・バチスト・サンソンは父の急死によって7歳で正式に就任しているため在任期間は長いが、病気で倒れて息子のシャルル＝アンリ・サンソンが15歳で代理の地位に就いているため正式な就任期間と実際の活動期間は一致していない。
世襲で続いていることが多く1687年から1847年まではサンソン家が世襲で継いでおり、近代では1879年から1981年まで、ルイ・デイブレルからマルセル・シュヴァリエまでは全員デイブレル家の縁者である。
- ????-1687 ニコラ・ルヴァスール
- 1687-1707 シャルル・サンソン・ド・ロンヴァル
- 1707-1726 シャルル・サンソン
- 1726-1778 シャルル＝ジャン・バチスト・サンソン
- 1778-1806 シャルル＝アンリ・サンソン
- 1806-1830 アンリ・サンソン
- 1830-1847 アンリ＝クレマン・サンソン
- 1847-1849 シャルル＝アンドレ・フェリィ
- 1849-1872 ジャン＝フランソワ・ヘイデンレイシュ
- 1872-1879 ニコラ・ロシュ
- 1879-1898 ルイ・デイブレル
- 1899-1939 アナトール・デイブレル
- 1939-1951 ジュール＝アンリ・デフルノー
- 1951-1976 アンドレ・オブレヒト
- 1976-1981 マルセル・シュヴァリエ
- 1981年廃止

## その他
- 収入はさほど高くなく、副業を抱えていることが多かったという。
- ムッシュ・ド・パリが処刑機具として保持するギロチンは、本人の私有財産とみなされた。
- フランスでは他国の死刑制度を揶揄する表現として「ムッシュ・ド・（その国の首都名）」という言い方が使われることがある。ただし、日本の死刑執行がフランスの新聞に載った時には宮城刑務所で死刑が行われたことから「ムッシュ・ド・ミヤギの氏名は非公開」と書かれた。